# Mosbytoppane
Die Mosbytoppane (norwegisch) sind zwei Felsvorsprünge bzw. Gipfel im Westen der subantarktischen Bouvetinsel im Südatlantik. Sie ragen südlich des Aagaardbreen und östlich der Esmarch-Küste auf.
Wissenschaftler des Norwegischen Polarinstituts benannten sie 1980 in Anlehnung an die Benennung des Mosbytoppen, der 1927 als einzelner Gipfel beschrieben wurde. Dessen Namensgeber ist der norwegische Ozeanograph und Meteorologe Håkon Mosby (1903–1989), der an der ersten Forschungsfahrt der Norvegia (1927–1928) unter Kapitän Harald Horntvedt in dieses Gebiet beteiligt war.